# Merrivale

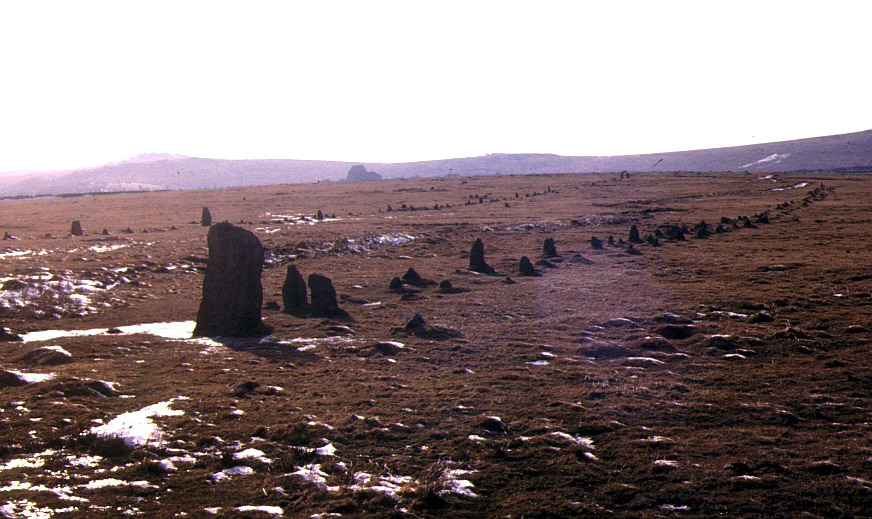
Steinreihen von Merrivale

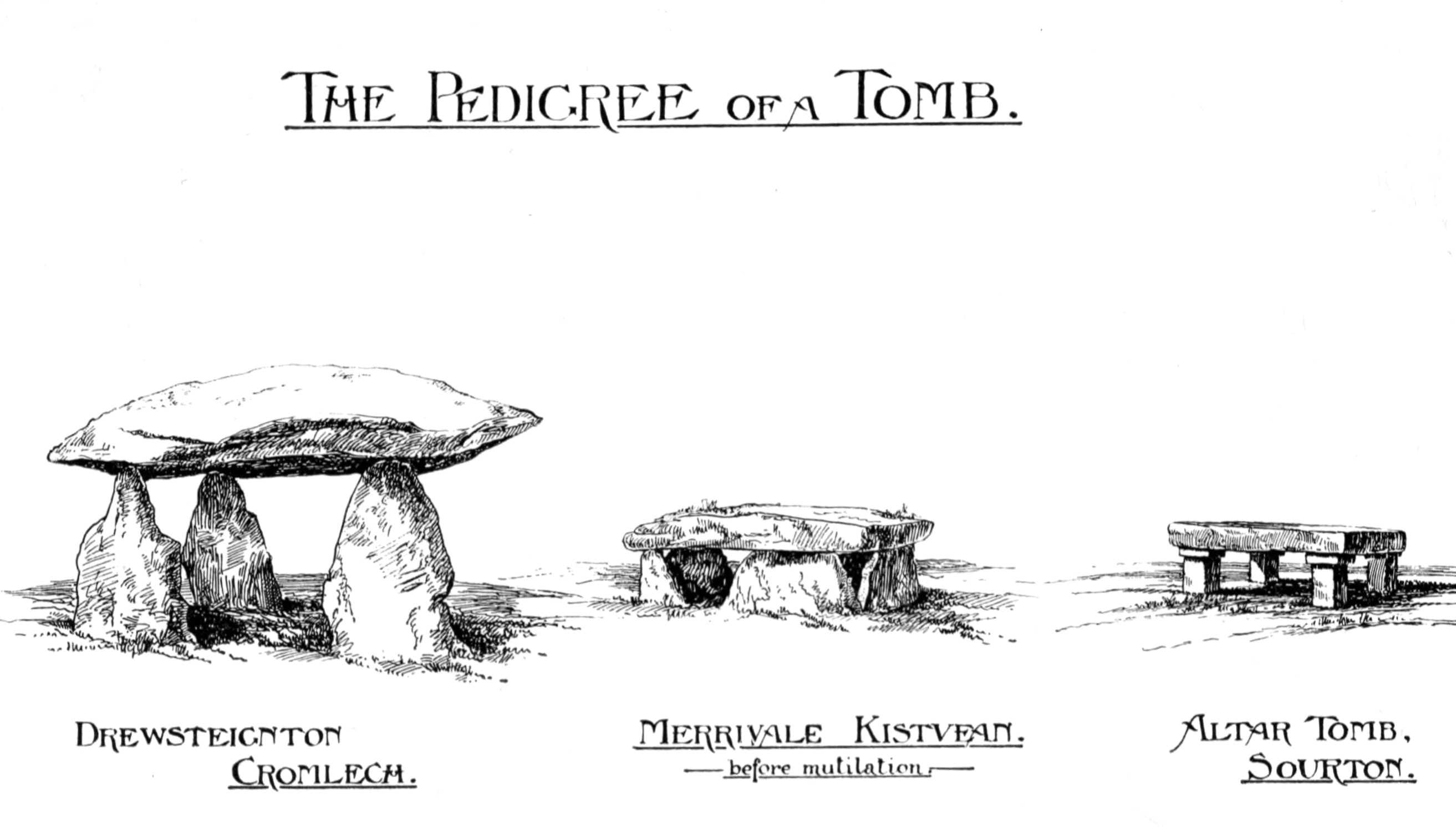
Steinkiste aus dem Book of Dartmoor

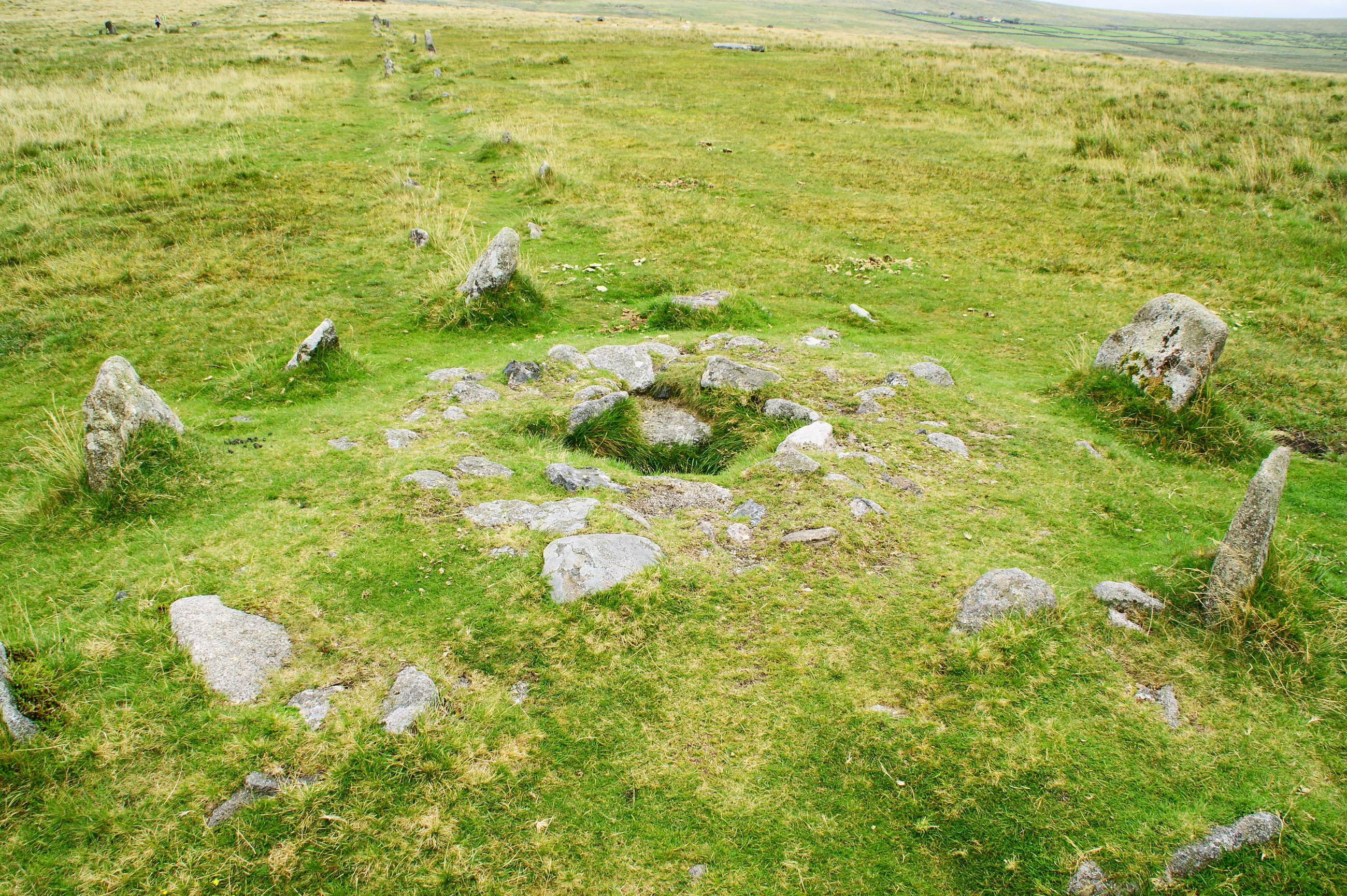
Steinkiste in der Steinreihe

Der Megalithkomplex von Merrivale (auch Merivale) liegt in West-Devon, im Dartmoor National Park nahe der B3357 bei Tavistock in Cornwall.

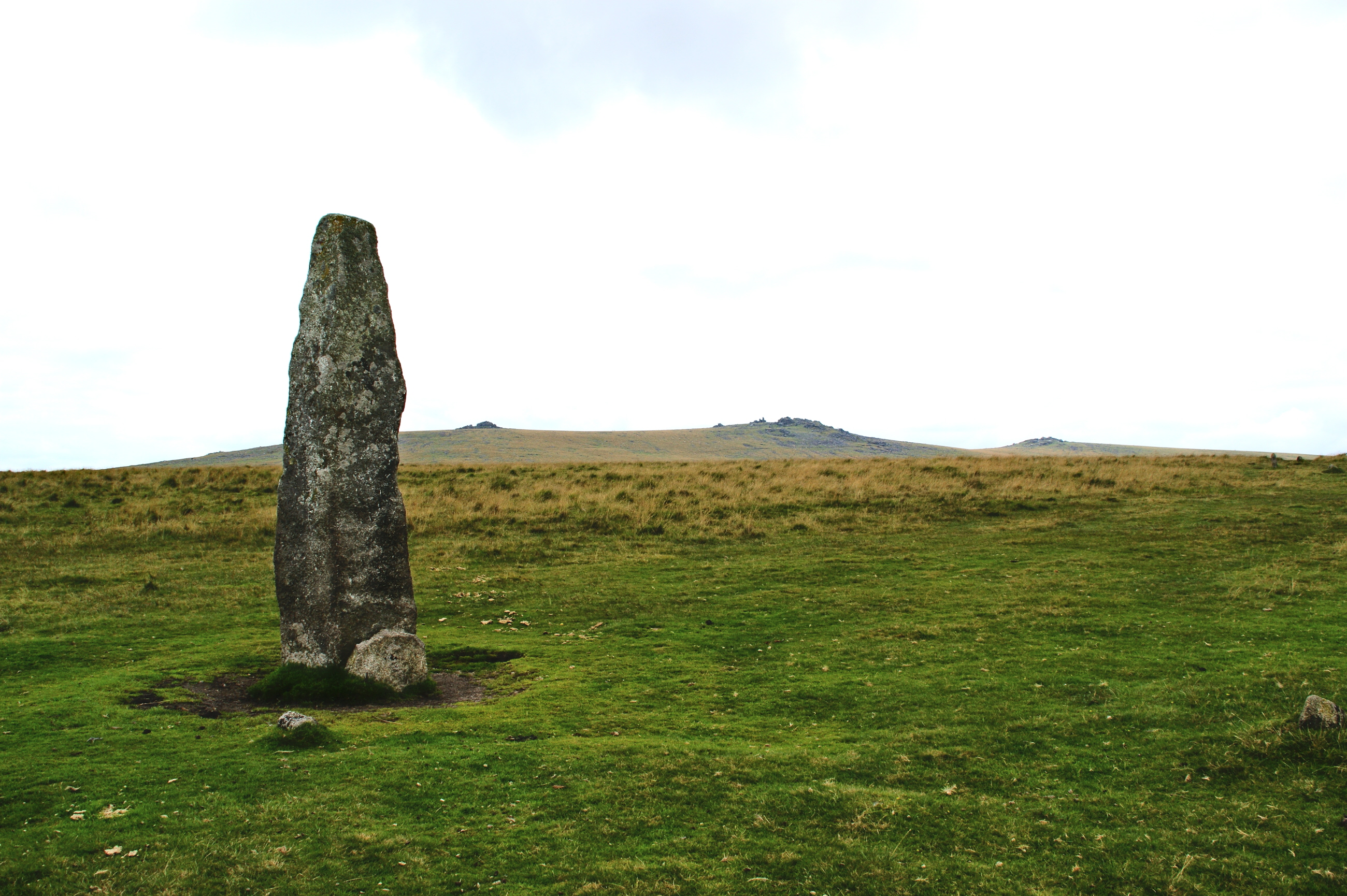
Menhir von Merrivale

Der Komplex besteht aus drei Steinkreisen, drei Steinreihen, einer großen Steinkiste, einigen Menhiren, einem großen Gehege mit einem Dolmen und etwa 20 Fundamenten von Rundhütten, Plague Market (Pestmarkt) genannt. Dieser Platz wurde nach der Beulenpest (bubonic plague) von 1625 so benannt, weil die Landwirte hier den Einwohnern von Tavistock Lebensmittel verkauften.
Etwa 100 m südlich davon liegt eine West-Ost ausgerichtete doppelte Steinreihe – weiter westlich auf der anderen Seite des Flusses eine weitere in der gleichen geographischen Ausrichtung. Der nördliche Steinkreis liegt fast im Zentrum dieser Steinreihe. Er hat etwa 3,5 m Durchmesser und besteht aus sieben Steinen. Die doppelte Reihe ist etwa 180 m lang und endet im Osten mit einem 1,2 m hohen Stein. Die andere Reihe endet im Osten an einem großen dreieckigen Stein und im Westen mit dem letzten Steinpaar. Südlich davon liegt eine mit einem großen Deckstein versehene Steinkiste; der fehlende mittlere Teil wurde herausgetrennt, um daraus einen Torpfosten zu machen.
Von hier gelangt man über große flache Granitplatten zu einem 1,8 m hohen Menhir im Südwesten und zum südlichen Steinkreis. Er hat 20 m Durchmesser und besteht aus 11 nicht mehr als 0,6 m hohen Steinen. Am Kreis stehen weitere Menhire. Einer ist 3,2 m, der andere 2,1 m hoch. Der dritte Kreis besteht aus 9 Steinen, die kaum erkennbar im Grasland liegen. Eine Art Kammergrab (englisch chambered tomb), genannt der „Apple crusher“, liegt in einem Gehege in der Nähe der Hüttenkreise. Es ist noch nicht untersucht und hat seinen Namen nach den lokal verbreiteten Apfelmühlen für die bekannten Dartmoor-Äpfel.